# Яковицький Олександр Адамович
Олександр Адамович Яковицький (28 вересня 1908 — 14 липня 1985) —  радянський військовий льотчик, Герой Радянського Союзу (1945), у роки німецько-радянської війни заступник командира 140-го гвардійського Київського штурмового авіаційного полку 8-ї гвардійської Полтавської штурмової авіаційної дивізії 1-го гвардійського Кіровоградсько-Берлінського штурмового авіаційного корпусу 2-ї повітряної армії 1-го Українського фронту. 

## Біографія
Народився 28 вересня 1908 року в селищі Оленівські Кар'єри (нині місто Докучаєвськ Донецької області) у селянській родині. Українець. Закінчив 8 класів. Працював стрілочником на залізниці.
У Червоній Армії з 1930 року. У 1933 році закінчив Одеську військову авіаційну школу пілотів, в 1934 році – курси командирів авіаційних ланок. Служив льотчиком в легкобомбардувальних полках Київського, Харківського військових округів.
На фронтах німецько-радянської війни з січня 1942 року.
Заступник командира 140-го гвардійського штурмового авіаційного полку гвардії майор Яковицкий до лютого 1945 року зробив 95 бойових вильотів на штурмовку скупчень військ противника.
Звання Героя Радянського Союзу з врученням ордена Леніна і медалі «Золота Зірка» (№ 6079) гвардії майору Яковицькому О.А. присвоєно 10 квітня 1945 року.
Після війни продовжував службу у ВПС. У 1951 році закінчив Вищі офіцерські льотно-тактичні курси. Командував бомбардувальним полком у Київському військовому окрузі (КВО).
З 1960 року полковник О.А.Яковицький – у запасі. Жив у Києві. Працював старшим інженером на заводі. Помер 14 липня 1985 року.